# Villeneuve-la-Guyard
Pour les articles homonymes, voir Villeneuve et Guyard.
Villeneuve-la-Guyard [vilnœv la ɡɥijaʁ] est une commune française située dans le département de l'Yonne en région Bourgogne-Franche-Comté.
Ses habitants sont appelés les Guyardais.

## Géographie
La commune de Villeneuve-la-Guyard est dans le nord du département de l'Yonne à 25 kilomètres au nord-ouest de Sens, limitrophe du département de Seine-et-Marne.

### Communes limitrophes
| Barbey (Seine-et-Marne)              |                      | Misy-sur-Yonne (Seine-et-Marne) |
| La Brosse-Montceaux (Seine-et-Marne) | Villeneuve-la-Guyard | Villeblevin                     |
| Diant (Seine-et-Marne)               |                      | Saint-Agnan                     |

### Hameaux, lieux-dits et écarts
Les lieux-dits et écarts sont en italiques.
- la Basse Corvée
- le Bassin
- le Bernier
- Bichain
- Blanche
- bois de Gouet
- le Bouquet du Bois
- les Buttes
- Les Césards
- les Champs de Blanche
- La Chapelotte
- le Colombier
- Entre Deux Noues
- la Garenne
- les Fontaines
- la Justice
- Les Latteux
- le Marais
- les Marguerites
- les Marnières
- Les Pagerets
- le Parc
- Pincevent
- la Queue de Malchassis
- la Souchotte
- Les Séguins
- vallée de la Fontaine Blanche
- vallée du Génétry
- vallée des Massées
- vallée de Misère
- vallée du Ris[1].

### Voies de communication et transports
La gare ferroviaire de Villeneuve-la-Guyard dessert la commune.

### Climat
Pour des articles plus généraux, voir Climat de la Bourgogne-Franche-Comté et Climat de l'Yonne.
En 2010, le climat de la commune est de type climat océanique dégradé des plaines du Centre et du Nord, selon une étude du Centre national de la recherche scientifique s'appuyant sur une série de données couvrant la période 1971-2000. En 2020, Météo-France publie une typologie des climats de la France métropolitaine dans laquelle la commune est exposée à un climat océanique altéré et est dans la région climatique  Nord-est du bassin Parisien, caractérisée par un ensoleillement médiocre, une pluviométrie moyenne régulièrement répartie au cours de l’année et un hiver froid (3 °C). 
Pour la période 1971-2000, la température annuelle moyenne est de 11,3 °C, avec une amplitude thermique annuelle de 15,7 °C. Le cumul annuel moyen de précipitations est de 692 mm, avec 11 jours de précipitations en janvier et 7,1 jours en juillet. Pour la période 1991-2020, la température moyenne annuelle observée sur la station météorologique de Météo-France la plus proche, « La Brosse-Mx », sur la commune de La Brosse-Montceaux à 3 km à vol d'oiseau, est de 12,0 °C et le cumul annuel moyen de précipitations est de 652,9 mm. 
La température maximale relevée sur cette station est de 42,9 °C, atteinte le 25 juillet 2019 ; la température minimale est de −20,5 °C, atteinte le 17 janvier 1985,,. 
| Mois                                  | jan.             | fév.             | mars           | avril         | mai           | juin           | jui.           | août         | sep.           | oct.            | nov.            | déc.             | année      |
| ------------------------------------- | ---------------- | ---------------- | -------------- | ------------- | ------------- | -------------- | -------------- | ------------ | -------------- | --------------- | --------------- | ---------------- | ---------- |
| Température minimale moyenne (°C)     | 2                | 1,8              | 3,7            | 5,6           | 9,2           | 12,3           | 14,4           | 14,2         | 11,1           | 8,5             | 4,9             | 2,6              | 7,5        |
| Température moyenne (°C)              | 4,5              | 5                | 8,1            | 10,9          | 14,6          | 18             | 20,4           | 20,2         | 16,4           | 12,5            | 7,8             | 5,1              | 12         |
| Température maximale moyenne (°C)     | 7                | 8,3              | 12,6           | 16,3          | 20            | 23,6           | 26,4           | 26,1         | 21,7           | 16,6            | 10,7            | 7,5              | 16,4       |
| Record de froid (°C) date du record   | −20,5 17.01.1985 | −14,8 25.02.1986 | −10,4 01.03.05 | −3,5 09.04.03 | −0,1 03.05.21 | 2,5 04.06.1991 | 5,2 04.07.1984 | 4 29.08.1986 | 1,5 19.09.1977 | −3,2 30.10.1997 | −9,2 24.11.1998 | −15,5 31.12.1985 | −20,5 1985 |
| Record de chaleur (°C) date du record | 16,5 01.01.23    | 21,4 27.02.19    | 25,4 31.03.21  | 28,5 25.04.07 | 32,5 28.05.17 | 38,9 27.06.11  | 42,9 25.07.19  | 40 06.08.03  | 35,5 14.09.20  | 31 01.10.1985   | 22,5 07.11.15   | 18,3 16.12.1989  | 42,9 2019  |
| Précipitations (mm)                   | 51               | 47,7             | 47,5           | 51,7          | 60,1          | 53,3           | 51,6           | 52,3         | 51,3           | 63,3            | 59,9            | 63,2             | 652,9      |

| Diagramme climatique                                  |            |             |             |           |              |              |              |              |             |             |            |
| J                                                     | F          | M           | A           | M         | J            | J            | A            | S            | O           | N           | D          |
| 7251                                                  | 8,31,847,7 | 12,63,747,5 | 16,35,651,7 | 209,260,1 | 23,612,353,3 | 26,414,451,6 | 26,114,252,3 | 21,711,151,3 | 16,68,563,3 | 10,74,959,9 | 7,52,663,2 |
| Moyennes : • Temp. maxi et mini °C • Précipitation mm |            |             |             |           |              |              |              |              |             |             |            |

Les paramètres climatiques de la commune ont été estimés pour le milieu du siècle (2041-2070) selon différents scénarios d'émission de gaz à effet de serre à partir des nouvelles projections climatiques de référence DRIAS-2020. Ils sont consultables sur un site dédié publié par Météo-France en novembre 2022.

## Urbanisme

### Typologie
Au 1er janvier 2024, Villeneuve-la-Guyard est catégorisée petite ville, selon la nouvelle grille communale de densité à sept niveaux définie par l'Insee en 2022.
Elle appartient à l'unité urbaine de Villeneuve-la-Guyard, une unité urbaine monocommunale constituant une ville isolée,. Par ailleurs la commune fait partie de l'aire d'attraction de Paris, dont elle est une commune de la couronne,. Cette aire regroupe 1 929 communes,.

### Occupation des sols
L'occupation des sols de la commune, telle qu'elle ressort de la base de données européenne d’occupation biophysique des sols Corine Land Cover (CLC), est marquée par l'importance des territoires agricoles (61,1 % en 2018), en diminution par rapport à 1990 (66,4 %). La répartition détaillée en 2018 est la suivante : 
terres arables (42,2 %), zones agricoles hétérogènes (18,9 %), eaux continentales (16,7 %), forêts (12,5 %), zones urbanisées (9,7 %). L'évolution de l’occupation des sols de la commune et de ses infrastructures peut être observée sur les différentes représentations cartographiques du territoire : la carte de Cassini (XVIIIe siècle), la carte d'état-major (1820-1866) et les cartes ou photos aériennes de l'IGN pour la période actuelle (1950 à aujourd'hui).

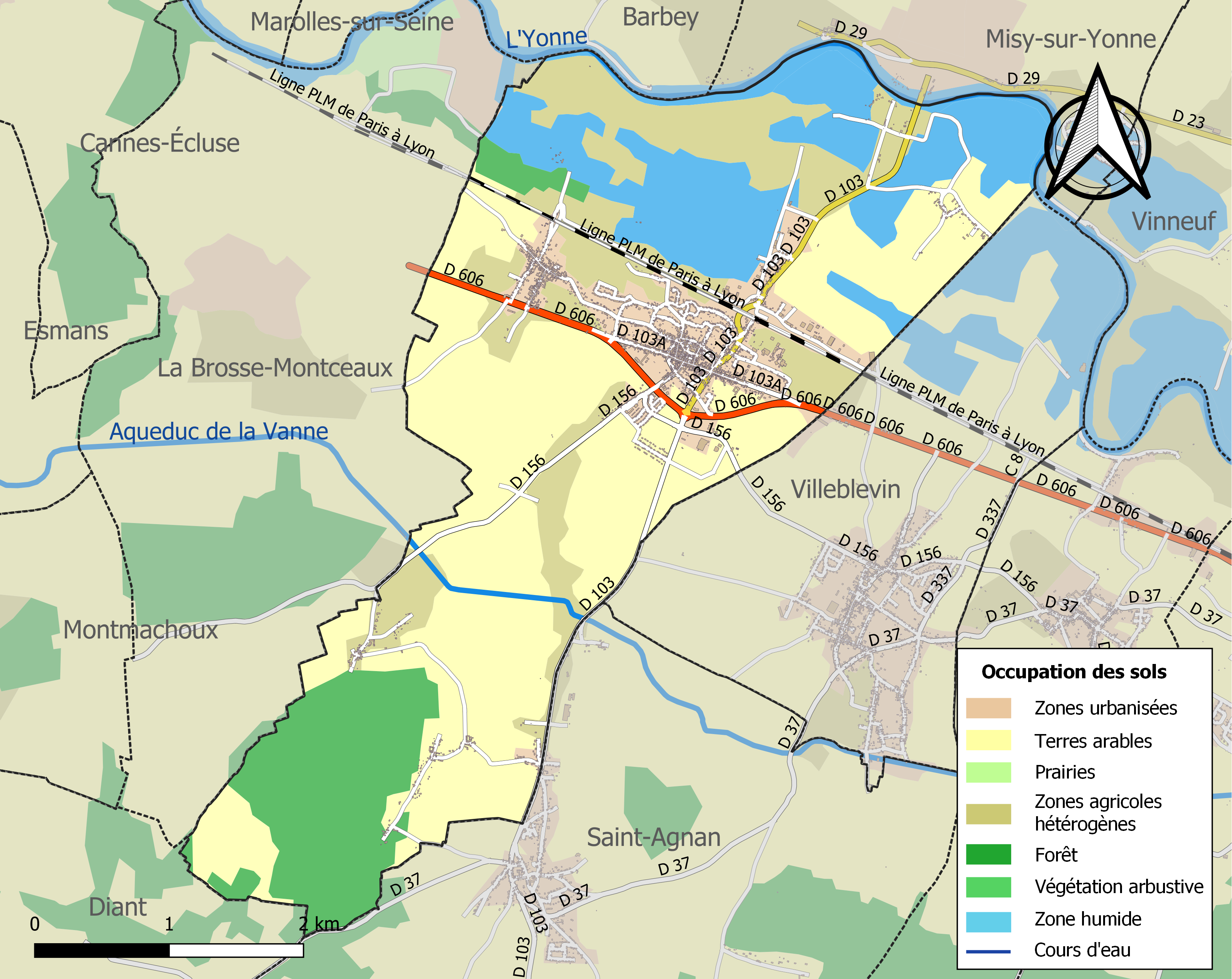
Carte des infrastructures et de l'occupation des sols de la commune en 2018 (CLC).

## Toponymie
Le nom de la localité est attesté sous la forme  Villa Nova en 852.

De l’occitan Vilanòva.
De la langue d'oïl ville (village) et de l'adjectif féminin neuve. Une villeneuve est une ville nouvelle.
Guyard est un nom de famille, variation orthographique de guiard (il peut aussi s'agir simplement d'un dérivé de Guy), il représente le nom de personne germanique widhard, forme de wid qui signifie « bois » et hard qui signifie « dur, fort », surnom probable d'ébéniste.

## Histoire

### Préhistoire
Le site des falaises de Prépouxprésente au moins dix niveaux archéologiques d'occupation préhistorique depuis le Néolithique jusqu'aux âges des métaux. Un ou deux villages et une nécropole sont construits sur le site dès l'époque tardive de la culture rubanée (phase initiale de la culture du Villeneuve-Saint-Germain). Un camp fait partie de la culture de Cerny (deuxième moitié du Ve millénaire av. J.-C.). Deux camps, dont un à palissades multiples, appartiennent à la culture Chasséo-Michelsberg (groupe de Noyen). Plusieurs autres niveaux sont édifiés dans les environs au IVe millénaire av. J.-C.. À l'époque des champs d'urnes, le site est encore occupé et l'incinération y est pratiquée. Toute la période depuis l'âge du bronze final I jusqu'à la Tène II est représentée par une nécropole de 104 sépultures.

### Époque romaine
À l'époque romaine, le site est traversé d'est en ouest par la voie romaine.

### Moyen Âge
La première mention écrite connue date de 1176.
Le village est appelé successivement Villanova (IXe siècle), Villeneuve la Guiart (1383), Villanova Guiardi (1402, 1453), Villeneuve-la-Guyart (1582).
Un domaine de la vicomté de Sens
Villeneuve-la-Guyard appartient à la fin du XIIe siècle aux domaines du vicomte de Sens, dont le château principal est situé à Vallery. Vers 1200, Héloïse (+1253), fille cadette de la dernière vicomtesse, épouse le chevalier Eudes des Barres (+1233). Elle reçoit la seigneurie de Chaumont (1224) à l'occasion du démembrement de la vicomté. Villeneuve-la-Guyard fait partie de son lot.
Une seigneurie de cadets de la famille des Barres
Le lieu est érigé en seigneurie au profit de Jean des Barres, clerc, dès 1267. On identifie ensuite à la tête de la seigneurie Jean des Barres (†1324), maître queu de Champagne (1319/1320) et maréchal de France (1318-1322). Une Perrette des Barres est mentionnée dans des actes de 1439 et de 1451. Puis le petit-gendre de ce dernier, Boniface Boileau de 1451 à 1468, lieutenant du bailli de Sens (1449-1468).
Un Jean des Barres (Jean II des Barres ?) a affranchi les habitants de Villeneuve-la-Guyard de la taille en échange d’une rente annuelle, vers 1240.
La seigneurie des hommes de l'Ouest
La famille du Bellay possède la seigneurie au début du XVIe siècle. Cette famille inclut le cardinal du Bellay et le poète Joachim du Bellay. Elle vient de l'Ouest du royaume. Une fille apporte la seigneurie à un Vendômois, membre de la famille de Goué.

### Époque moderne
Juste avant la Révolution, la fabrique de Villeneuve-la-Guyard percevait les dîmes sur la prévôté de Saint-Agnan réunie à celle de Villeblevin.
Au cours de la Révolution française, la commune est provisoirement renommée Villeneuve-la-Guerre.

### Liste des maires

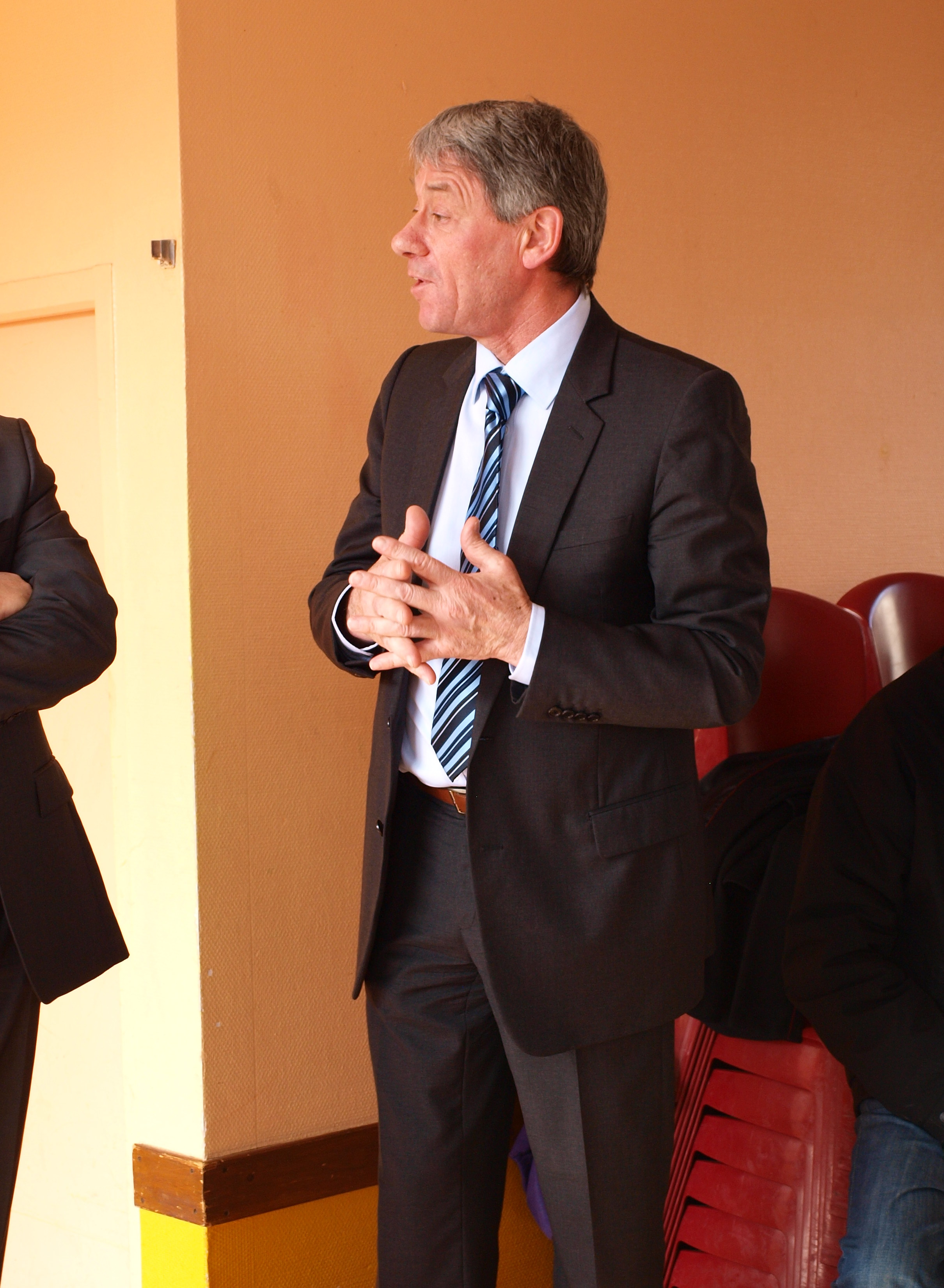
Le maire, Dominique Bourreau, dans ses fonctions de conseiller général.

## Politique et administration

### Jumelages
- Thalfang (Allemagne) Rhénanie-Palatinat

## Population et société

### Démographie
L'évolution du nombre d'habitants est connue à travers les recensements de la population effectués dans la commune depuis 1793. Pour les communes de moins de 10 000 habitants, une enquête de recensement portant sur toute la population est réalisée tous les cinq ans, les populations de référence des années intermédiaires étant quant à elles estimées par interpolation ou extrapolation. Pour la commune, le premier recensement exhaustif entrant dans le cadre du nouveau dispositif a été réalisé en 2006.

En 2022, la commune comptait 3 470 habitants, en évolution de +0,75 % par rapport à 2016 (Yonne : −1,95 %, France hors Mayotte : +2,11 %).
| 1793  | 1800  | 1806  | 1821  | 1831  | 1836  | 1841  | 1846  | 1851  |
| ----- | ----- | ----- | ----- | ----- | ----- | ----- | ----- | ----- |
| 1 690 | 1 673 | 1 929 | 1 560 | 1 794 | 1 856 | 1 912 | 1 877 | 1 899 |

| 1856  | 1861  | 1866  | 1872  | 1876  | 1881  | 1886  | 1891  | 1896  |
| ----- | ----- | ----- | ----- | ----- | ----- | ----- | ----- | ----- |
| 1 855 | 1 881 | 1 835 | 1 755 | 1 747 | 1 727 | 1 732 | 1 681 | 1 608 |

| 1901  | 1906  | 1911  | 1921  | 1926  | 1931  | 1936  | 1946  | 1954  |
| ----- | ----- | ----- | ----- | ----- | ----- | ----- | ----- | ----- |
| 1 650 | 1 633 | 1 617 | 1 454 | 1 617 | 1 576 | 1 730 | 1 579 | 1 568 |

| 1962  | 1968  | 1975  | 1982  | 1990  | 1999  | 2006  | 2011  | 2016  |
| ----- | ----- | ----- | ----- | ----- | ----- | ----- | ----- | ----- |
| 1 660 | 1 655 | 1 777 | 1 805 | 2 377 | 2 576 | 2 896 | 3 222 | 3 444 |

| 2021  | 2022  | - | - | - | - | - | - | - |
| ----- | ----- | - | - | - | - | - | - | - |
| 3 464 | 3 470 | - | - | - | - | - | - | - |

### Manifestations culturelles et festivités

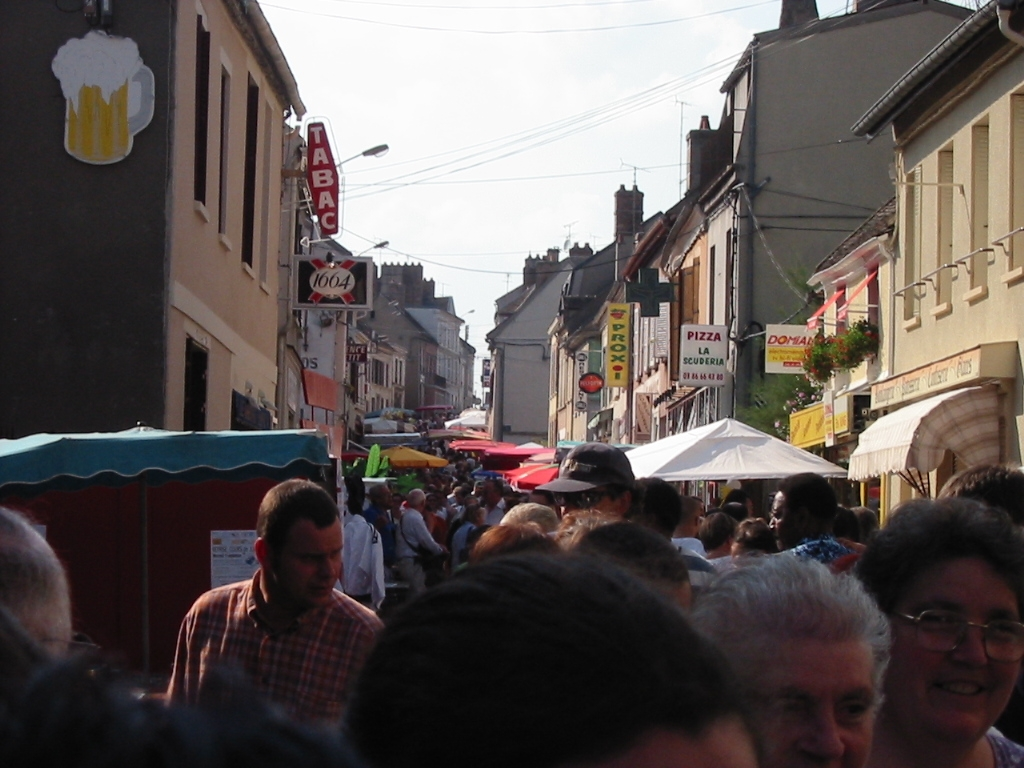
La foire aux oignons, en 2002.

- une Foire aux Oignons se déroule chaque année le dernier week-end d’août.

### Enseignement
Villeneuve-la-Guyard compte :
- une école maternelle : l'école Rosa Bonheur
- une école élémentaire : l'école Jean-Baptiste Chauveau
- un collège : le collège Claude Debussy, regroupant les effectifs des villages aux alentours.

## Culture locale et patrimoine

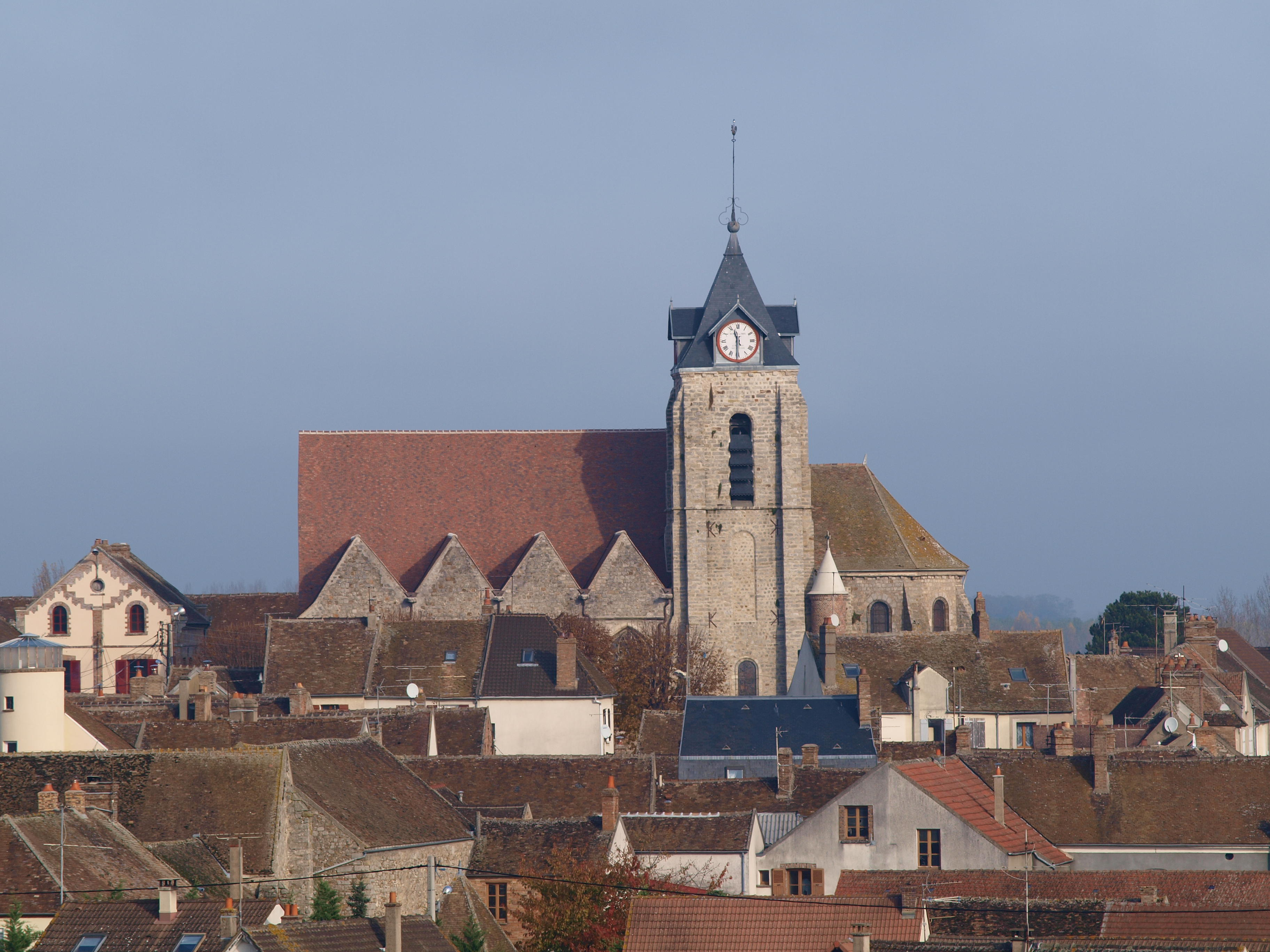
L'église Saint-Germain.

### Lieux et monuments
- L'église Saint-Germain est inscrite au titre des monuments historiques[30].
- Le siège de l'écurie ART, vainqueur à plusieurs reprises de championnats de formules de promotions.

### Personnalités liées à la commune

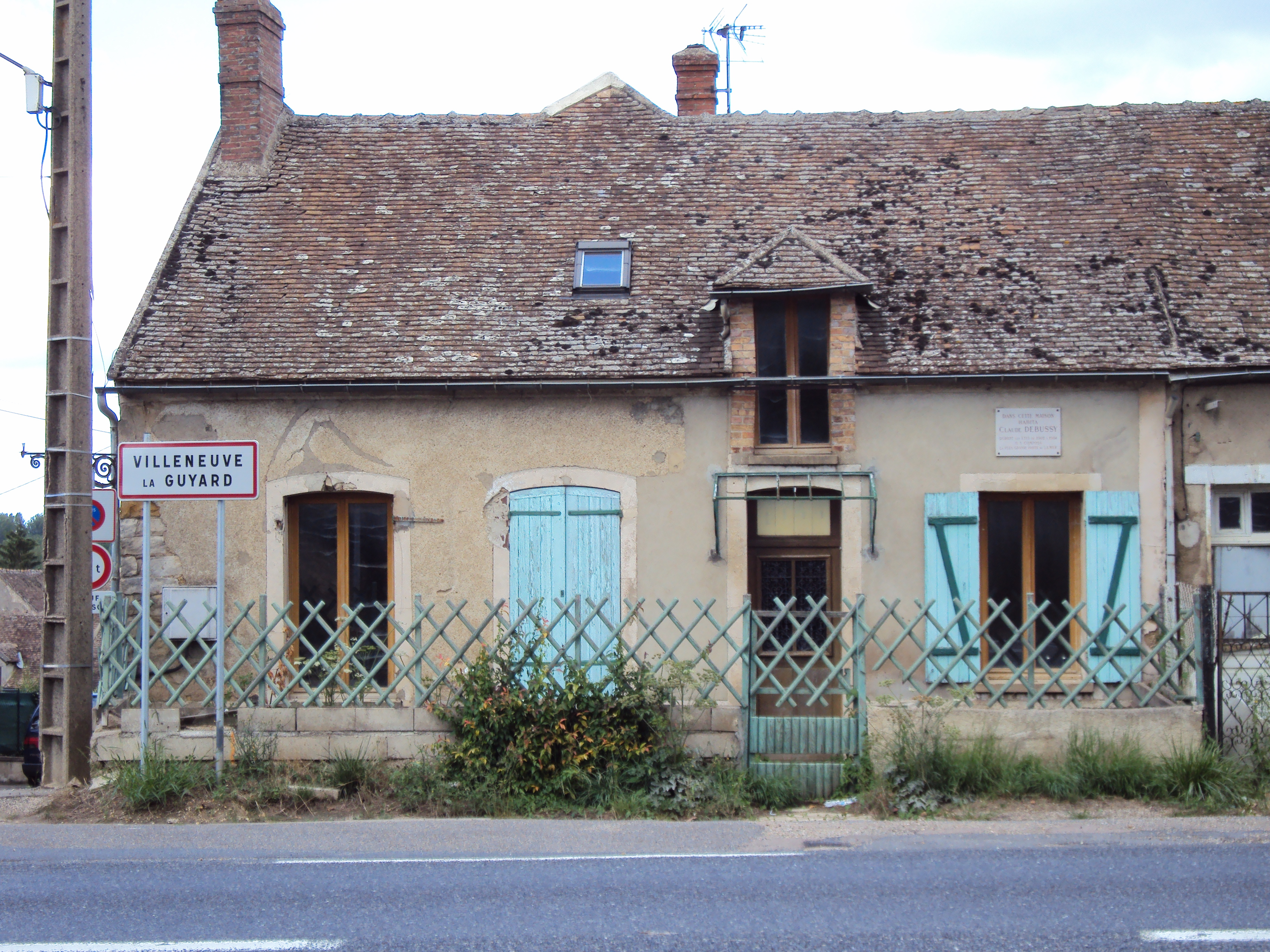
Maison où a séjourné Claude Debussy.

- Claude Michel. Oculiste de la reine Anne d'Autriche, mère du roi de France Louis XIV. Membre d'un longue et importante lignée de chirurgiens. (source : registres paroissiaux de Villeneuve-la-Guyard).
- Louis Loup Étienne Martin Bougault (1768-1826), colonel du Premier Empire ;
- Auguste Chauveau (1827-1917), vétérinaire ;
- Claude Debussy (1862-1918), compositeur ;
- Jean-Baptiste de Goué (1646-1690), magistrat ;
- Marie-Louise Fort (1950-2022), député ;
- Ernest Taylor (1839-1908), ancien chef de la Sûreté parisienne, est mort à Villeneuve-la-Guyard.

### Héraldique
|  | Les armes de la ville se blasonnent ainsi : Losangé de gueules et d'or, à la tour d'argent maçonnée de sable. |

|  | Une variante est : D'azur à la tour d'argent, maçonnée de sable, soutenue du mot VILLANOVA en lettres capitales du même. |